# Becrux
Pour les articles homonymes, voir Becrux (homonymie).
Le Becrux est un navire bétailler construit en 2001 par les chantiers Uljanik Shipyard de Pula pour la compagnie Siba Ships. C’est le plus grand navire bétailler en service dans le monde. Depuis 2009, il navigue sous le nom d’Ocean Drover pour la compagnie Wellard Ships.

## Histoire
Le Becrux est un navire bétailler construit en 2001 par les chantiers Uljanik Shipyard de Pula pour la compagnie Siba Ships. C’est le plus grand navire bétailler en service dans le monde. Depuis 2009, il navigue sous le nom d’Ocean Drover pour la compagnie Wellard Ships.

## Controverse
Le Becrux est très surveillé par les associations de défense des animaux, car du moment qu'un foyer infectieux apparait, il est très difficile de le gérer, et plusieurs bêtes peuvent en pâtir, même tout le chargement si on ne réagit pas assez vite : 900 bêtes sont mortes lors du voyage inaugural du bateau. Depuis, celui-ci est l'objet de nombreuses polémiques, même si après cet incident, des efforts ont été faits et que, maintenant, « seulement » quelques bêtes meurent à chaque voyage.
Un rapport de l’ONG Robin des bois paru en 2021 met encore en cause des « pannes mécaniques ou de ventilation qui ont provoqué des mortalités importantes parmi les moutons et les bovins ».

## Caractéristiques
C’est le plus gros bateau-bétailler au monde, et également le plus moderne : les systèmes de ventilation, absolument nécessaires pour la survie des bêtes, renouvellent entièrement l’air toutes les 60 secondes. Ne pouvant embarquer assez d’eau potable pour les bêtes pendant tout le voyage, le bâtiment possède des unités de dessalement de l’eau de mer.